# Pattinaggio di velocità agli VIII Giochi asiatici invernali - 1500m maschile
La gara dei 1500m maschili si è svolta il 23 febbraio 2017 al Meiji Hokkaido-Tokachi Oval di Sapporo in Giappone.

## Risultati
| Rank | Pair | Atleta                       | Tempo   | Note |
| ---- | ---- | ---------------------------- | ------- | ---- |
| 1    | 8    | Kim Min-seok                 | 1:46.26 | GR   |
| 2    | 5    | Takuro Oda                   | 1:46.76 |      |
| 3    | 10   | Taro Kondo                   | 1:47.88 |      |
| 4    | 9    | Shota Nakamura               | 1:47.91 |      |
| 5    | 9    | Kim Jin-su                   | 1:47.98 |      |
| 6    | 7    | Shane Williamson             | 1:48.17 |      |
| 7    | 4    | Joo Hyong-jun                | 1:48.26 |      |
| 8    | 7    | Kim Cheol-min                | 1:48.72 |      |
| 9    | 6    | Denis Kuzin                  | 1:49.15 |      |
| 10   | 4    | Fyodor Mezentsev             | 1:49.23 |      |
| 11   | 8    | Li Bailin                    | 1:49.56 |      |
| 12   | 6    | Wu Yu                        | 1:50.76 |      |
| 13   | 3    | Stanislav Palkin             | 1:51.14 |      |
| 14   | 10   | Liu Yiming                   | 1:51.19 |      |
| 15   | 5    | Rehanbai Talabuhan           | 1:52.58 |      |
| 16   | 2    | Yalaltyn Zorigtbaatar        | 1:56.77 |      |
| 17   | 2    | Stephen Paul Kilari          | 2:01.32 |      |
| 18   | 1    | Dünchinsürengiin Gochoosüren | 2:03.07 |      |
| 19   | 1    | Vishwaraj Jadeja             | 2:08.48 |      |
| 20   | 3    | Sasha Faris                  | 2:11.03 |      |